# Канило
Канило (кат. Canillo) је град у Андори.

## Географија
Канило је град који је седиште истоимене жупе Канило. Налази се на северном делу централне Андоре. Кроз Канило протиче река Валири. Град према подацима из 2010 има 4.826 становника.